# Carrière des Nerviens
Das Carrière des Nerviens ist ein Naturschutzgebiet (Réserve naturelle régionale) innerhalb des Regionalen Naturparks Avesnois in Nord-Pas-de-Calais in Frankreich. Es wurde am 25. Mai 2009 zum Schutze einer etwa drei Hektar großen Fläche mit seltenen Pflanzen begründet. Das Gebiet erstreckt sich auf den Gemeinden Bavay und Saint-Waast im Département Nord. Der Name geht auf den keltischen Volksstamm der Nervier zurück, deren Hauptstadt Bavay (Bagacum Nerviorum) war.

## Beschreibung

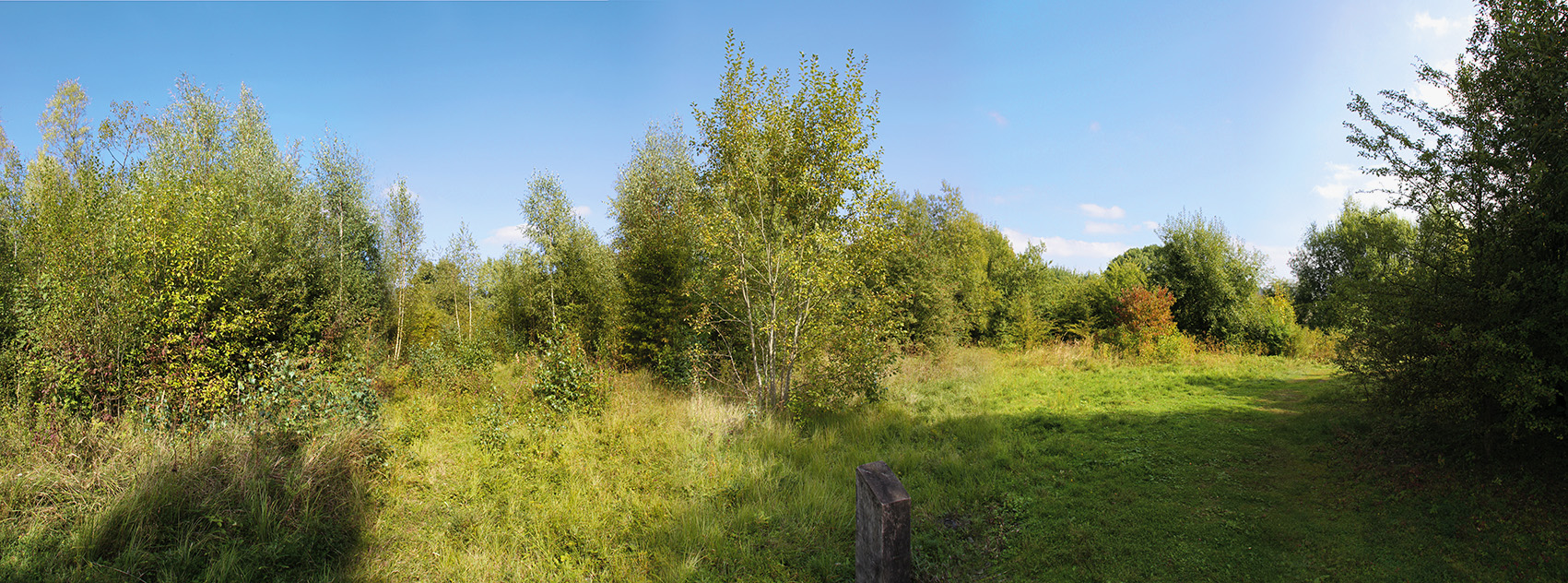
Panoramablick auf das Reservat

Bei dem Reservat handelt sich um ein ehemaliges Abbaugebiet für Sandstein aus dem Famennium, insbesondere für Psammite und Arkosen, welches in den 1970er Jahren mit Mergel aufgeschüttet wurde. Der neue Boden wurde von einer Pioniervegetation besiedelt, die zusammen mit einer natürlichen Wiederbewaldung koexistiert und mit dieser ein Mosaikhabitat bildet.
Seinen Schutzstatus verdankt das Gebiet fünfzehn seltenen einheimischen Pflanzenarten, von denen mehrere regional geschützt sind und drei in der Habitatrichtlinie aufgelistet werden. Diese werden von besonders kalkhaltigen Böden sowie dem doppelten Einfluss von ozeanischem und kontinentalem Klima begünstigt. Das Reservat spielt auch eine Rolle für das in frankophonen Ländern verbreitete Konzept des Trame verte („grünes Raster“).
Eigentümer und Verwalter des Carrière des Nerviens ist der gemeinnützige Umweltverein CPIE Bocage de l’Avesnois, der sich dem Erhalt der Biodiversität zum Hauptziel gesetzt hat. Zu diesem Zweck werden regelmäßig Arbeitsgruppen gebildet, die die Ausbreitung des Waldes und die Einschleppung invasiver Pflanzenarten bekämpfen.

## Flora und Fauna
Auf dem Gebiet sind insgesamt 171 Pflanzenarten vertreten, darunter Fuchs’ Knabenkraut, Rundblättriges Wintergrün, Bärenschote, Zweiblättrige Waldhyazinthe, Pyramiden-Hundswurz, Bienen-Ragwurz und Wilde Platterbse. An Waldrändern wachsen Wald-Vergissmeinnicht und Zickzack-Klee. Ein Hochstaudenflur beherbergt den Gewöhnlichen Pestwurz.
Von 42 Vogelarten, die das Reservat regelmäßig aufsuchen, sind 25 brütend. Anzutreffen sind Habichte, Sperber, Feldschwirle und die Waldschnepfe. Von den Amphibien und Reptilien bewohnen die Erdkröte, der Grasfrosch, die Waldeidechse, die Mauereidechse und die Blindschleiche das Habitat. Nennenswerte Insekten sind die Westliche Keiljungfer, der Faulbaum-Bläuling, die Gemeine Sichelschrecke und die Langfühler-Dornschrecke.